# プリトビナラヤン
プリトビナラヤン（ネパール語：पृथ्वीनारायण 、英語：Prithbinarayan/Prithvinarayan）は、ネパールのガンダキ州、ゴルカ郡の都市。かつてはゴルカと呼ばれ、ゴルカ王国の首都であった。
王政廃止後はゴルカ市（गोरखा नगरपालिका）としてゴルカ郡を構成している。市の面積は約132平方キロメートル、人口は5.3万人（2021年）。

## 歴史
1559年、この地をドラヴィヤ・シャハが征服し、ゴルカ王国を建国した。
1768年、ゴルカ王国がカトマンズ・マッラ朝の首都カトマンズを制圧すると、ゴルカからカトマンズに遷都された。
その後、ネパール王国の建国者プリトビ・ナラヤン・シャハの生地ということもあり、ゴルカからプリトビナラヤンに改名された。